# Rostratoverruca koehleri
Rostratoverruca koehleri is een zeepokkensoort uit de familie van de Verrucidae. De wetenschappelijke naam van de soort is voor het eerst geldig gepubliceerd in 1907 door Gruvel.